# Kościół Matki Bożej Miłosierdzia w Niechorzu
Kościół Matki Bożej Miłosierdzia w Niechorzu – postmodernistyczna, katolicka świątynia zlokalizowana przy ul. Krakowskiej w Niechorzu.

## Historia
Parafia powstała z inicjatywy ks. Tadeusza Walczyka. Powołał ją biskup Kazimierz Majdański 31 grudnia 1986. 23 września 1998 rozpoczęto budowę kościoła w miejscu wcześniejszej, tymczasowej kaplicy. Inicjatorem budowy był ks. Ireneusz Pastryk. Projektantką była Halina Rutyna. 17 kwietnia 2002 odprawiono pierwszą mszę świętą w obiekcie. W 2003 oddano do użytku organy, w 2005 dzwon im. Jana Pawła II, w 2006 nowe tabernakulum, w 2010 ogrzewanie, a w 2011 ławki i instalację LED na krzyżu dachowym. 23 grudnia 2010 posadowiono granitowy ołtarz i ambonę. 7 grudnia 2014 odsłonięto obraz Matki Boskiej Ostrobramskiej w Sukience Wdzięczności. 16 listopada 2017 r. abp Andrzej Dzięga uroczyście konsekrował nowy ołtarz i ambonę i nadał świątyni wezwanie Matki Bożej Miłosierdzia. 16 listopada 2018 r. poświęcono witraż Uciszenie burzy na morzu.

## Galeria

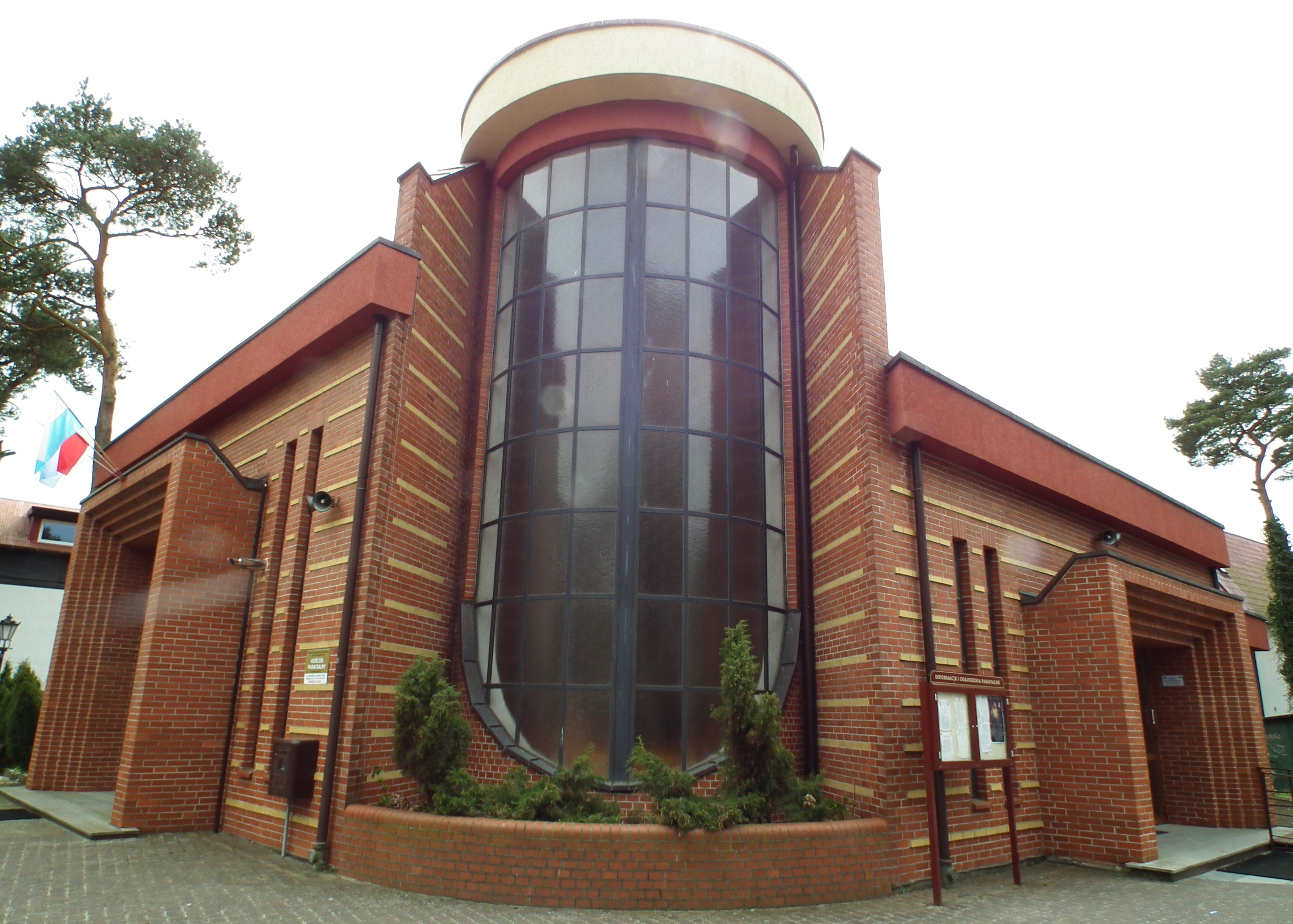
Widok ogólny
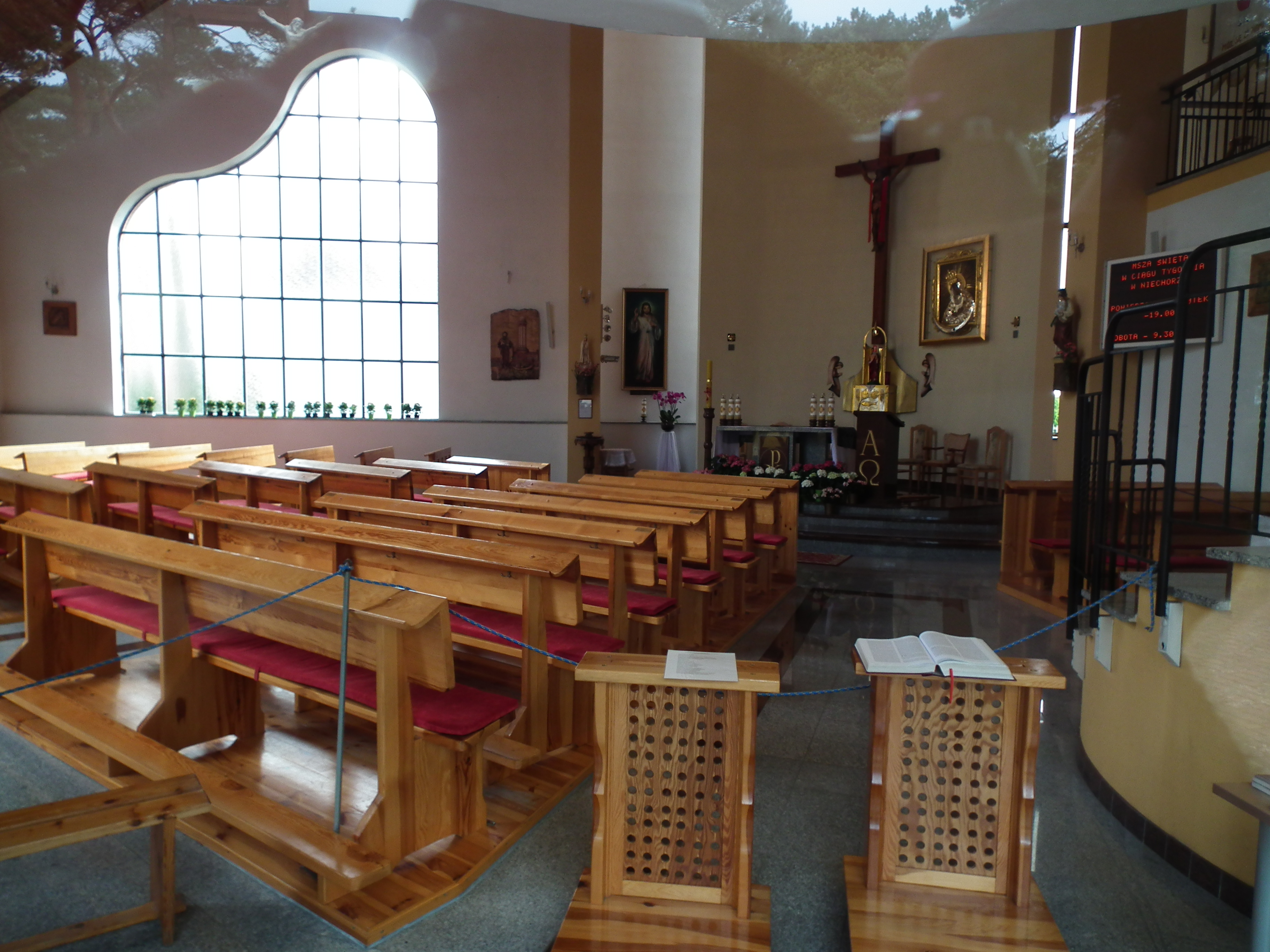
Wnętrze